# Acuario de Toba
El Acuario de Toba (en japonés: 鳥羽水族館 Toba-suizokukan) es un acuario público, que se encuentra en Toba, en el país asiático de Japón. El acuario alberga 12 zonas que reproducen ambientes naturales, y posee 850 especies, y 20.000 animales.
Los visitantes son libres para recorrer los jardines del acuario de la forma que les plazca, ya que no hay una ruta fija. La longitud total del espacio es de aproximadamente 1,5 kilómetros
El acuario de Toba abrió en mayo de 1955. Fue fundado por Haruaki Nakamura (中村幸昭), ahora el presidente honorario. Ha recibido más de 50 millones de visitantes, convirtiéndose en uno de los lugares más visitados de Japón.